# 幸福水库 (安陆)
幸福水库是中国湖北省孝感市安陆市境内的一座水库，位于府河支流上，建于1977年。水库正常库容为815万立方米，集雨面积为13.64平方千米，海拔为92米。